# Apricot PC
L'Apricot, anche detto ACT Apricot e meglio noto come Apricot PC, è un personal computer a 16 bit prodotto nel 1983 dall'azienda britannica ACT, che in seguito prese il nome di Apricot Computers. Per i suoi tempi era molto compatto e, pur non essendo un vero e proprio computer portatile, è relativamente leggero e facile da trasportare senza il monitor; la tastiera a questo scopo si può agganciare sotto il blocco principale, dotato di maniglia.
Era pensato per l'uso professionale gestionale, con un buon rapporto qualità/prezzo per questa fascia. Il modello base è dotato di due lettori di floppy da 3,5", monitor monocromatico ad alta risoluzione, porta parallela per stampante, porta seriale RS232, connettore per mouse opzionale, alcuni programmi di utilità inclusi (tra cui il foglio elettronico Supercalc e l'agenda Superplanner) e tastiera di qualità. Mancavano invece caratteristiche per quello che allora era il mercato domestico (home computer), quali video a colori, porta cassette e joystick, e uscita TV.
Una caratteristica peculiare è la presenza sulla tastiera di un display a cristalli liquidi integrato, detto Microscreen, di due linee e 40 colonne e accompagnato da 6 tasti funzione programmabili. Il display è utilizzabile come orologio (tenuto aggiornato a computer spento da batterie), calcolatrice, generica uscita di messaggi, e indicatore del significato dei tasti funzione a seconda del programma in uso.
Il processore è un Intel 8086, la RAM è di 256 kB espandibili a 768. Il sistema operativo è MS-DOS o CP/M-86. Il monitor è a fosfori verdi, di piccole dimensioni (9"), ma comunque capace di mostrare efficacemente le modalità testo a 80x25 o 132x50 caratteri o grafica a 800x400 pixel.
Come successore, nel 1984 venne lanciato l'Apricot XI (o Xi), che è dotato di disco rigido da 10 MB al posto di uno dei lettori di floppy ed è altrimenti identico, ma di colore nero anziché grigio.